# Eupelmus zangherii
Eupelmus zangherii is een vliesvleugelig insect uit de familie Eupelmidae. De wetenschappelijke naam is voor het eerst geldig gepubliceerd in 1946 door Masi.